# Jan Frans Ceulemans
Joannes Franciscus (Jan Frans) Ceulemans (Aartselaar, 4 november 1813 - aldaar, 20 april 1891) was een Belgisch politicus.

## Levensloop
Ceulemans deed zijn intrede in het Aartselaarse schepencollege in 1852 in opvolging van de overleden P. Van den Eynde, een functie dat hij uitoefende tot 1866. Later volgde hij er Jan Verschueren op als burgemeester, een mandaat dat hij uitoefende tot 1882. In 1884 werd hij er een tweede maal burgemeester toen hij Jacob Suykerbuyk opvolgde in dit mandaat, een functie die hij ditmaal zou uitoefenen tot aan zijn dood. Na zijn overlijden werd hij in deze hoedanigheid opgevolgd door Léon Gilliot.